# 369. (kroatische) Infanterie-Division
La 369. (kroatische) Infanterie-Division, in croato 369. hrvatska divizija, fu un'unità della Wehrmacht che, durante la seconda guerra mondiale, venne costituita con ufficiali, sottufficiali e personale specializzato tedeschi e soldati di truppa volontari croati, per combattere contro le forze partigiane sul Fronte jugoslavo.
La divisione, soprannominata "divisione del Diavolo", in tedesco Teufels Division, in croato Vražja Divizija, si distinse per aggressività e comportamento brutale nel corso delle durissime campagne di guerra contro i partigiani jugoslavi.

## Storia
I soldati croati inviati sul fronte orientale fin dall'inizio dell'operazione Barbarossa avevano dato prova di essere validi combattenti ottenendo una serie di successi; alla metà del 1942 quindi il comando della Wehrmacht decise, per potenziare le sue forze e colmare le forti perdite subite durante la prima campagna all'est, di espandere il contingente croato reclutando e addestrando una intera Divisione legionaria croata volontaria di cui era previsto l'impiego in Russia.
La costituzione della divisione croata ebbe ufficialmente inizio il 21 agosto 1942 nella città austriaca di Stockerau e il personale specializzato tedesco iniziò il programma di addestramento che si svolse a partire da settembre a Döllersheim. I programmi della Wehrmacht prevedevano di impiegare il personale del battaglione addestrativo del contingente croato in combattimento all'est e i convalescenti da ferite del famoso 369º reggimento croato che stava per prendere parte alla drammatica battaglia di Stalingrado dove sarebbe stato completamente distrutto. I ranghi della nuova divisione furono completati entro dicembre con circa 1.000 veterani croati del 369º reggimento e con nuovi volontari; era previsto che gli ufficiali, i sottufficiali e il personale tecnico specializzato della nuova decisione sarebbero stati tedeschi. In totale su circa 13.000 effettivi, 3.700 erano tedeschi e circa 9.000 croati. Il primo comandante della 369. (kroatische) Infanterie-Division fu il generale tedesco Fritz Neidholdt.
La nuova grande unità era costituita da due reggimenti di fanteria croati, il 369° e il 370°; dal 369º reggimento croato di artiglieria con due gruppi leggeri con tre batterie e un gruppo pesante con due batterie; facevano parte degli organici della divisione numerose unità di supporto di genieri, personale delle comunicazioni, rifornimenti, manutenzione, amministrazione, servizio sanitario e veterinario, polizia militare. Tra i soldati della divisione si diffuse subito il soprannome di "Teufels Division", in croato "Vrazja" Division ("divisione del Diavolo"); la denominazione "Vrazja" faceva chiaro riferimento alla 42. Divisione croata dell'esercito austro-ungarico che si era distinta nel corso della prima guerra mondiale. I tedeschi soprannominarono la nuova formazione Schachbrett, "divisione scacchiera", in riferimento al classico scudo a scacchi bianchi e rossi dei croati; i soldati della divisione portavano uniformi tedesche insieme allo scudetto croato che, esposto sulla spalla destra, identificava tutti i volontari della Croazia combattenti nella Wehrmacht.
Originariamente era previsto che la nuova divisione fosse inviata, dopo aver completato l'addestramento, sul Fronte orientale, ma nel gennaio 1943 la situazione era divenuta critica anche sul Fronte jugoslavo e l'alto comando tedesco aveva deciso di sferrare, con l'aiuto di ingenti rinforzi, una grande offensiva per distruggere i partigiani comunisti di Tito. la 369. Divisione tedesco-croata quindi venne trasferita in Jugoslavia per prendere parte all'imminente operazione Weiss.

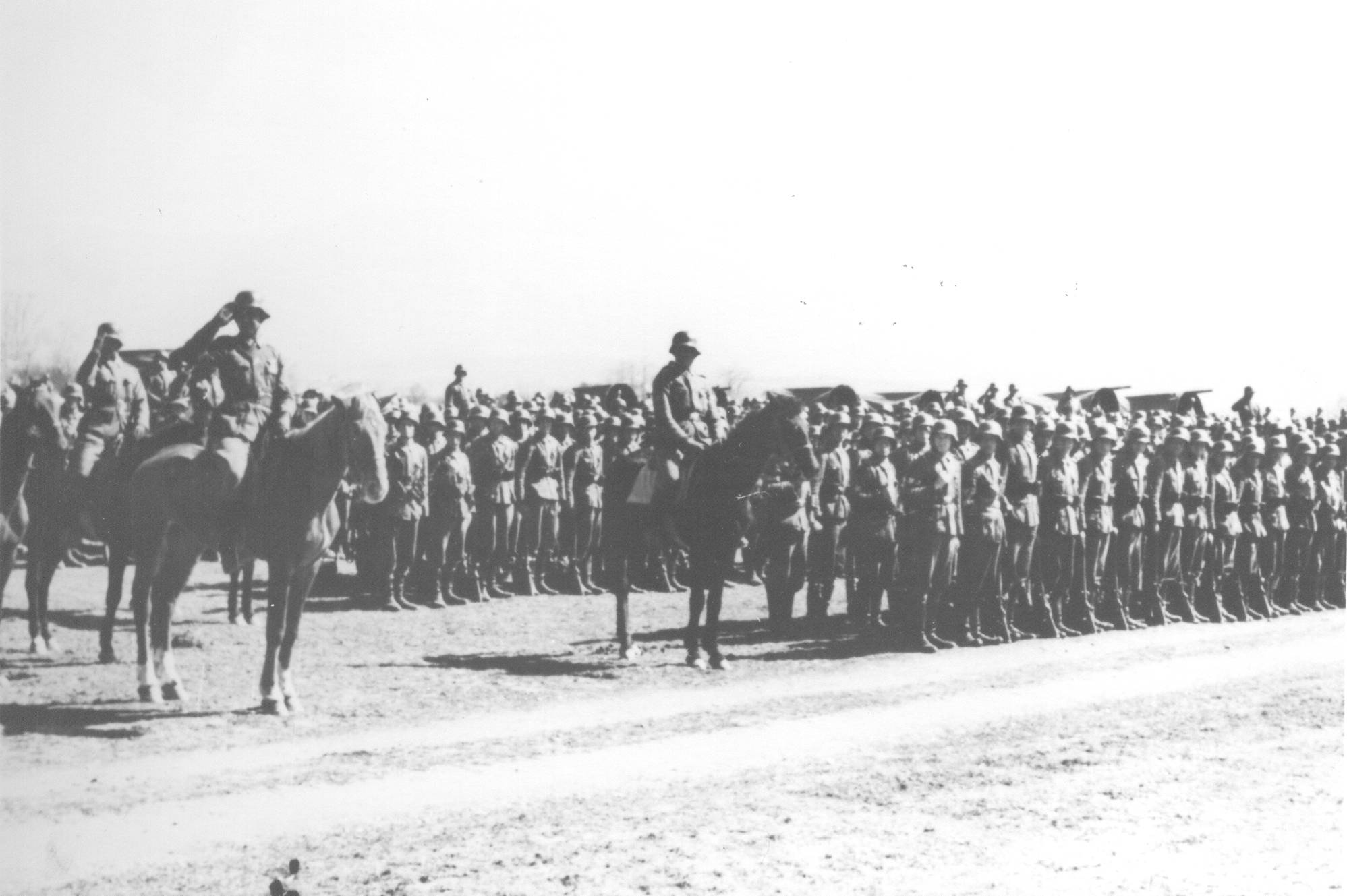
Un reparto schierato della 369. Infanterie-Division nel marzo 1943.

La 369. Divisione venne schierata in Bosnia orientale e a partire dal 16 gennaio 1943 entrò in azione, in connessione con le altre forze italo-tedesche dell'operazione Weiss per cercare di accerchiare le forze partigiane; la divisione tedesco-croata avanzò in direzione sud-ovest a partire dalla linea Bosanska Kostajnica-Glina verso Bihać. L'attacco venne subito contrastato dai distaccamenti partigiani schierati a difesa del monte Samarica ma dopo aspri combattimenti i tedesco-croati riuscirono ad avanzare e, mentre altre forze tedesche occupavano Bihać, costrinsero alla ritirata i nemici. Non ebbe successo tuttavia la manovra di accerchiamento su Bosanski Petrovac e la maggior parte delle divisioni partigiane sfuggirono verso sud dove sbaragliarono i reparti italiani e cetnici sul fiume Neretva. La 369. Divisione intervenne, insieme ad altre forze tedesche, per aiutare gli italiani e bloccare il passaggio della Neretva; i tedesco-croati avanzarono fino a Kupres e Livno ma non riuscirono a impedire al gruppo mobile di Tito di attraversare il fiume e marciare vittoriosamente in Erzegovina e Montenegro.
Dopo il fallimento strategico complessivo dell'operazione Weiss, l'alto comando tedesco decise di effettuare un altro tentativo per accerchiare e distruggere le formazioni principali dei partigiani di Tito e nel mese di maggio 1943 diede inizio alla operazione Schwarz che sarebbe culminata nella prima settimana di giugno con la drammatica battaglia della Sutjeska. La 369. Divisione tedesco-croata, sempre al comando del generale Neidholdt, partecipò alla nuova offensiva con la missione di avanzare da Foča verso il confine tra Bosnia, Montenegro e Sangiaccato, per raggiungere il corso del fiume Tara e contribuire alla chiusura dell'accerchiamento dei partigiani jugoslavi. La battaglia della Sutjeska fu aspramente combattuta; la 369. Divisione riuscì inizialmente a contenere i primi attacchi partigiani il 25-26 maggio ma nel momento decisivo della battaglia fallirono la loro missione principale. I partigiani della 1ª Divisione proletaria e della 2ª Divisione proletaria attaccarono dal 9 giugno 1943 lo sbarramento dei tedesco-croati e riuscirono ad aprirsi un varco dopo aver inflitto pesanti perdite al nemico. La 369. Divisione era già molto logorata dai precedenti combattimenti e alcuni reparti, tra cui il III battaglione del 370º reggimento, cedettero completamente e furono sbaragliati dai partigiani che sfuggirono alla trappola e ripiegarono in Bosnia orientale. L'alto comando tedesco ammise nel suo rapporto finale la sconfitta dei tedesco-croati che aveva favorito la ritirata del nemico.
La situazione strategica nel teatro balcanico cambiò completamente dopo la resa dell'Italia l'8 settembre 1943; la 369. Infanterie-Division dovette estendere l'area di competenza da controllare mentre le altre formazioni tedesche disarmavano rapidamente le divisioni italiane. I partigiani jugoslavi ripresero con successo la loro azione e attaccarono a Tuzla, Doboj e Višegrad i presidi tedesco-croati. La divisione si trovò in difficoltà e dovette temporaneamente abbandonare Tuzla. Nonostante un peggioramento del morale e l'aumento delle diserzioni, la 369. Divisione riprese l'iniziativa e rientrò a Tuzla l'11 novembre 1943.
Nonostante piani dell'alto comando tedesco per trasferire la divisione sul fronte orientale o sul fronte occidentale, alla fine la 369. Infanterie-Divisione rimase nel teatro balcanico e dal dicembre 1943 prese parte, inquadrata nel V Corpo d'armata da montagna del generale Artur Phleps, al nuovo grande ciclo di operazioni anti-partigiane denominato operazione Kügelblitz; nonostante alcuni successi e le pesanti perdite inflitte al nemico durante le brutali azioni di rastrellamento e repressione, anche questa offensiva non raggiunse vittorie decisive.

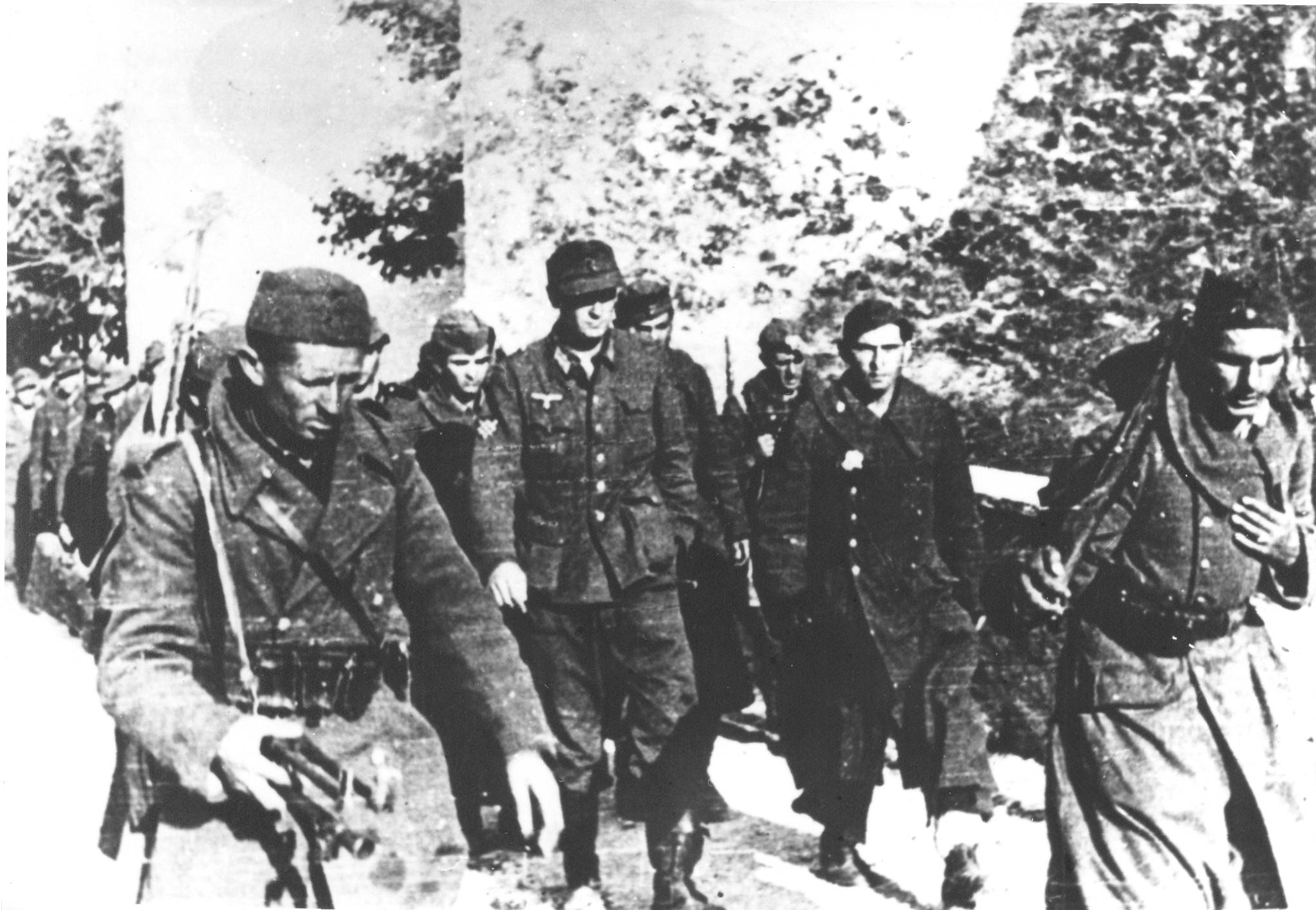
Partigiani jugoslavi sorvegliano una colonna di prigionieri della 369. Infanterie-Division.

A partire dal mese di marzo 1944 i tedesco-croati della divisione furono trasferiti in Erzegovina dove sarebbero rimasti per il resto della guerra combattendo aspramente con i partigiani jugoslavi una estenuante e brutale guerriglia. In maggio, il battaglione da ricognizione della divisione venne impiegato anche nella operazione Rösselsprung contro il quartier generale di Tito a Drvar, mentre a luglio e agosto il grosso della 369. Division prese parte alla operazione Sonnestich in Erzegovina orientale e alla operazione Rübezahl in Montenegro, che si conclusero con un fallimento. A ottobre i partigiani guadagnarono posizioni e liberarono Trebinje, mentre la guarnigione tedesco croata si ritirò sulla roccaforte di Mostar. Nonostante il netto peggioramento della situazione dei tedeschi nel teatro jugoslavo dopo l'arrivo dell'Armata Rossa, l'alto comando della Wehrmacht continuò a difendere le posizioni e riuscì a stabilizzare il fronte mantenendo l'occupazione della Bosnia e dell'Erzegovina.
L'ultime operazioni di guerra nella primavera 1945 furono tragiche per la 369. Infanterie-Division; in questa fase la maggior parte dei soldati croati abbandonarono la divisione o furono trasferiti nell'esercito regolare croato, e solo 2.000-3.000 rimasero negli effettivi del reparto. La 369. Division combatté nell'operazione Sarajevo e cercò fino all'ultimo di impedire l'avanzata finale dei partigiani jugoslavi. Nelle ultime settimane i superstiti ripiegarono verso nord-ovest per cercare di trovare scampo in Austria; la divisione continuò a combattere in ritirata in Bosnia e Slavonia, quindi si diresse nell'area di Celje in Slovenia. L'11 maggio 1945 la 369. Infanterie-Division venne infine bloccata dai partigiani jugoslavi e dovette arrendersi; mentre il personale croato venne preso prigioniero e trasferito nei campi di raccolta, i militari tedeschi furono autorizzati a proseguire per l'Austria dove si arresero alle truppe britanniche.

## Teatri d'operazione
- Fronte jugoslavo : settembre 1942 - maggio 1945

## Ordine di battaglia
- Kroatisches Infanterie Regiment 369
- Kroatisches Infanterie Regiment 370
- Kroatisches Artillerie Regiment 369
  - I. Abteilung
  - II. Abteilung
  - III. Abteilung
- Pionier-Bataillon 369
- Panzerjäger-Bataillon 369
- Aufklärungs-Abteilung 369
- Divisions-Nachrichten-Abteilung 369
- Divisionseinheiten 369

## Comandanti
- Generalleutnant Fritz Neidholdt (1 settembre 1942 - 5 ottobre 1944)
- Generalleutnant Georg Reinecke (5 ottobre 1944 – 8 maggio 1945)